# Bélgica en el Festival de la Canción de Eurovisión Junior
Bélgica fue uno de los países fundadores que debutó en el I Festival de Eurovisión Junior en 2003.
Bélgica ha participado en cada edición del Festival de la Canción de Eurovisión Junior desde su inicio en 2003, siendo uno de los 16 países fundadores que todavía participan en el certamen infantil. En el festival de 2013, el país decidió retirarse del certamen para producir un programa más completo donde se mirará que al final todos los participantes sean los verdaderos protagonistas. La cadena belga VRT por el momento no tiene interés de retornar al certamen, por lo que tampoco participarán en la edición de 2014.
La VRT era la encargada de elegir al representante de ese país para el festival a través del programa Junior Eurosong.
Bélgica ha organizado en una ocasión  el certamen (2005). A pesar de que el idioma oficial de las canciones es el neerlandés, en las ediciones de 2004 y 2005 fueron las primeras en cantar en el segundo idioma oficial de Bélgica: el francés.
Su puntuación media hasta su retiro es de 62,8 puntos.

## Participación

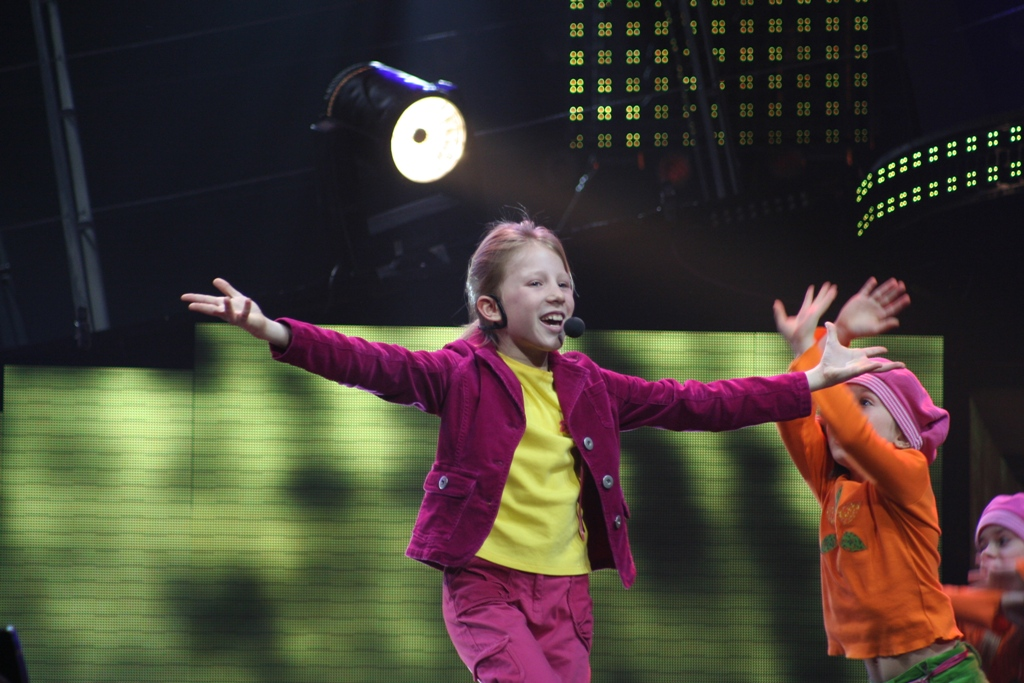
Lindsay Daenen en Hasselt (2005)

| 2003                           | Copenhague  | X!NK              | «De vriendschapsband»       | 6  | 83  |
| 2004                           | Lillehammer | Free Spirits      | «Accroche-toi»              | 10 | 37  |
| 2005                           | Hasselt     | Lindsay Daenen    | «Mes rêves»                 | 10 | 63  |
| 2006                           | Bucarest    | Thor!             | «Een tocht door het donker» | 7  | 71  |
| 2007                           | Rótterdam   | Trust             | «Anders»                    | 15 | 19  |
| 2008                           | Limassol    | Oliver            | «Shut up!»                  | 11 | 45  |
| 2009                           | Kiev        | Laura Omloop      | «Zo verliefd»               | 4  | 113 |
| 2010                           | Minsk       | Jill & Lauren     | «Get up!»                   | 7  | 61  |
| 2011                           | Ereván      | Femke Verschueren | «Een kusje meer»            | 7  | 64  |
| 2012                           | Ámsterdam   | Fabian Feyaerts   | «Abracadabra»               | 5  | 72  |
| No participó entre 2013 y 2024 |             |                   |                             |    |     |

## Festivales organizados en Bélgica
| Edición                                          | Ciudad sede | Localización | Presentandores                  |
| ------------------------------------------------ | ----------- | ------------ | ------------------------------- |
| Festival de la Canción de Eurovisión Junior 2005 | Hasselt     | Ethias Arena | Maureen Louys y Marcel Vanthilt |

## Votaciones
Bélgica ha dado más puntos a...
| N.º | País         | Puntos |
| --- | ------------ | ------ |
| 1   | Países Bajos | 98     |
| 2   | Armenia      | 54     |
| 3   | Rusia        | 47     |
| 4   | Suecia       | 46     |
| 5   | Bielorrusia  | 39     |
| 5   | España       | 39     |
| 6   | Georgia      | 36     |
| 7   | Ucrania      | 22     |
| 8   | Serbia       | 19     |
| 8   | Dinamarca    | 19     |
| 8   | Rumania      | 19     |
| 9   | Malta        | 18     |
| 10  | Reino Unido  | 16     |

Bélgica ha recibido más puntos de...
| N.º | País                | Puntos |
| --- | ------------------- | ------ |
| 1   | Países Bajos        | 97     |
| 2   | Macedonia del Norte | 37     |
| 3   | Suecia              | 36     |
| 4   | Malta               | 32     |
| 5   | Bielorrusia         | 28     |
| 6   | Rusia               | 26     |
| 7   | Rumania             | 23     |
| 8   | España              | 22     |
| 8   | Serbia              | 22     |
| 9   | Georgia             | 21     |
| 10  | Croacia             | 19     |

## Portavoces
| Año  | Portavoz              | 12 Puntos    |
| ---- | --------------------- | ------------ |
| 2012 | Femke Verschueren     | Ucrania      |
| 2011 | Jill & Lauren         | Países Bajos |
| 2010 | Laura Omloop          | Armenia      |
| 2009 | Oliver                | Países Bajos |
| 2008 | Chloé Ditlefsen       | Georgia      |
| 2007 | Bab Buelens           | Armenia      |
| 2006 | Sander Cliquet        | Rusia        |
| 2005 | Max Colombie          | Países Bajos |
| 2004 | Alexander Schönfelder | España       |
| 2003 | Judith Bussé          | Países Bajos |

1. ↑  http://eurovoix.com/2013/12/20/belgium-ketnet-no-longer-interested-in-junior-eurovision/

- Datos: Q792337
- Multimedia: Belgium in the Junior Eurovision Song Contest / Q792337